# كورغوز
كان كورغوز (توفي 1242) حاكمًا أويغوريًا في خراسان في عهد الحاكم المنغولي أوقطاي خان. بدأ مسيرته المهنية في تعليم الأطفال المنغوليين وبعد ذلك تولى منصب حاكم خراسان. كان في الأصل بوذي، اعتنق إسلام في وقت لاحق من حياته. تحدى كورغوز عائلة شاغتاي. لهذا السبب، أمرت توراكينا خاتون بإعدامه، حيث أمرت بحشو فمه بالحجارة علنًا أمام الناس حتى الموت.